# EPC (Gel)
O gel EPC é um gel de polietilenoglicol, poli (propilenoglicol) e poli (ε-caprolactona) que pode atuar como um substituto vítreo natural. Este gel é transparente à temperatura ambiente, tem viscosidade e índice de refração semelhantes aos do vítreo natural.  Este biomaterial pode ser usado para curar a retina descolada.